# Captain Jack (piwo)
Captain Jack – marka piwa o smaku rumu warzonego przez koncern Kompania Piwowarska SA. Zawiera 6,0% (obj.) alkoholu. Dostępny jest w butelkach o pojemności 400 ml oraz w puszkach 500 ml. Zawiera aromaty rumowo-korzenne z nutami cytrusowymi. Napój sprzedawany jest jako alternatywa dla drinków alkoholowych.

## Captain Jack - Pirate Orange
We wrześniu 2019 roku marka Captain Jack wprowadziła na rynek kolejny smak piwa – Pirate Orange o smaku rumu i pomarańczy. Zawiera 6% (obj.) alkoholu.

## #zostańwdomu i ONLINE-ówk@
Wiosną 2020 roku, podczas pandemii koronawirusa, marka Captain Jack rozpoczęła kampanię pod popularnym podczas kwarantanny hashtagiem #zostańwdomu, której celem była promocja „domówek”, czyli imprez organizowanych w domu, poprzez komunikatory i media społecznościowe. Marka wypuściła spot reklamowy pt. „Osobno, ale razem”, który promował odpowiedzialną zabawę podczas kwarantanny. Jego premiera miała miejsce 11 kwietnia 2020 roku. Został on zrealizowany przez reżysera Kubę Michalczuka. Za produkcję odpowiadało Papaya Films, a postprodukcję Platige Image.
Kolejnym etapem kampanii była „ONLINE-ówk@”, czyli seria koncertów oraz show, transmitowanych na żywo za pośrednictwem fanpage'a na Facebooku Captain Jacka, prowadzonych przez polskich muzyków i influencerów z ich prywatnych mieszkań. Miały one zastąpić odbiorcom fizyczne imprezy w czasie kwaratanny. 
| Data             | Wykonawca                   | Tytuł                                 |
| ---------------- | --------------------------- | ------------------------------------- |
| 3 kwietnia 2020  | Suchar Codzienny            | Suche Kalambury z Sucharem Codziennym |
| 13 kwietnia 2020 | Pawbeats                    | Mikrokoncert z domu                   |
| 17 kwietnia 2020 | DJ NOZ aka eNOZet człowieku | LIVE SET                              |
| 24 kwietnia 2020 | Grubson                     | GRUBE INSPIRACJE                      |
| 1 maja 2020      | Gooral                      | Ethno Elektro 2                       |
| 8 maja 2020      | Rebeka                      | Party Waves                           |
| 15 maja 2020     | Mery Spolsky                | MELOdie                               |